# Polska Liga Koszykówki (2012/2013)
Polska Liga Koszykówki 2012/2013 lub Tauron Basket Liga 2012/2013 – 79. edycja najwyższej klasy rozgrywkowej w męskiej koszykówce w Polsce.
W rozgrywkach udział wzięło 12 drużyn, w tym dwóch beniaminków: Start Gdynia oraz Rosa Radom. Tytułu mistrzowskiego broniła drużyna Asseco Prokomu Gdynia. Sezon trwał 8 miesięcy, od 29 września 2012 do 2 czerwca 2013. Zwycięstwo odniósł ostatecznie Stelmet Zielona Góra, który przerwał tym samym 9-letnią dominację drużyny z Trójmiasta.

## Zespoły

### Prawo gry
Prawo do gry w rozgrywkach Polskiej Ligi Koszykówki w sezonie 2012/2013 miało 15 zespołów:
14 zespołów, które grały w najwyższej klasie rozgrywkowej w poprzednim sezonie:
- Anwil Włocławek
- Asseco Prokom Gdynia
- AZS Koszalin
- AZS Politechnika Warszawska
- Energa Czarni Słupsk
- Kotwica Kołobrzeg
- ŁKS Łódź
- PBG Basket Poznań
- PGE Turów Zgorzelec
- Polpharma Starogard Gdański
- Siarka Jezioro Tarnobrzeg
- Trefl Sopot
- WKS Śląsk Wrocław
- Zastal Zielona Góra

Zespół, który awansował do ekstraklasy dzięki zwycięstwu w rozgrywkach I ligi:
- Start Gdynia

Ponadto, zarząd PLK wystosował specjalne zaproszenia do gry w ekstraklasie dla klubów, które zajęły miejsca 2-4 w rozgrywkach I ligi:
- MKS Dąbrowa Górnicza
- Rosa Radom
- Znicz Basket Pruszków

### Proces weryfikacyjny
Termin nadsyłania zgłoszeń upłynął 16 lipca. Do gry zgłosiło się 13 drużyn:
- Anwil Włocławek
- Asseco Prokom Gdynia
- AZS Koszalin
- Energa Czarni Słupsk
- Kotwica Kołobrzeg
- PGE Turów Zgorzelec
- Polpharma Starogard Gdański
- Rosa Radom
- Siarka Jezioro Tarnobrzeg
- Start Gdynia
- Trefl Sopot
- WKS Śląsk Wrocław
- Zastal Zielona Góra

Zgłoszeń nie przesłały AZS Politechnika Warszawska, ŁKS Łódź oraz PBG Basket Poznań. MKS Dąbrowa Górnicza i Znicz Basket Pruszków nie skorzystały ze specjalnego zaproszenia.
Pierwszy etap weryfikacji przeszło 10 z 13 drużyn. Licencji nie otrzymały zespoły Kotwicy Kołobrzeg, Trefla Sopot oraz WKS Śląska Wrocław.
2 sierpnia po odwołaniu licencję otrzymała Kotwica Kołobrzeg, a 5 dni później Trefl Sopot. Odwołania w terminie nie przesłał WKS Śląsk Wrocław, w wyniku czego stracił możliwość gry w PLK w sezonie 2012/2013.

### Ostateczny skład
Po zakończeniu procesu licencyjnego ogłoszono, że w lidze wystąpi 12 drużyn. Są to:
- Anwil Włocławek
- Asseco Prokom Gdynia
- AZS Koszalin
- Energa Czarni Słupsk
- Jezioro Tarnobrzeg
- Kotwica Kołobrzeg
- PGE Turów Zgorzelec
- Polpharma Starogard Gdański
- Rosa Radom
- Start Gdynia
- Stelmet Zielona Góra
- Trefl Sopot

## Hale
| Nazwa hali                   | Drużyny                          | Ilość miejsc | Rok otwarcia | Adres                                                        | Zdjęcie |
| ---------------------------- | -------------------------------- | ------------ | ------------ | ------------------------------------------------------------ | ------- |
| Hala Mistrzów                | Anwil Włocławek                  | 4200         | 2001         | ul. F. Chopina 8, 87-800 Włocławek                           |         |
| Hala Sportowo-Widowiskowa    | Asseco Prokom Gdynia             | 4334         | 2008         | ul. K. Górskiego 8, 81-302 Gdynia                            |         |
| Hala Widowiskowo-Sportowa    | AZS Koszalin                     | 3015         | 2012         | ul. Śniadeckich 4, 75-453 Koszalin                           |         |
| Hala Gryfia                  | Energa Czarni Słupsk             | 2557         | 1982         | ul. Szczecińska 99, 76-200 Słupsk                            |         |
| Hala OSiR „Wisła”            | Jezioro Tarnobrzeg               | 1350         |              | Al. Niepodległości 2, 39-400 Tarnobrzeg                      |         |
| Hala Milenium                | Kotwica Kołobrzeg                | 1307         | 2000         | ul. E. Łopuskiego 38, 78-100 Kołobrzeg                       |         |
| Centrum Sportowo-Rekreacyjne | PGE Turów Zgorzelec              | 1400         | 1986         | ul. Maratońska 2, 59-900 Zgorzelec                           |         |
| Hala Miejska                 | Polpharma Starogard Gdański      | 2054         | 2003         | ul. Olimpijczyków Starogardzkich 1, 83-200 Starogard Gdański |         |
| Hala MOSiR                   | Rosa Radom                       | 1200         | 1996         | ul. G. Narutowicza 9, 26-600 Radom                           |         |
| Hala GOSiR                   | Start Gdynia                     | 1416         |              | ul. Olimpijska 5/9, 81-538 Gdynia                            |         |
| Centrum Rekreacyjno-Sportowe | Stelmet Zielona Góra             | 5080         | 2010         | ul. Sulechowska 41, 65-119 Zielona Góra                      |         |
| Ergo Arena                   | Trefl Sopot Asseco Prokom Gdynia | 15 000       | 2010         | Plac Dwóch Miast 1, 80-344 Gdańsk / Sopot                    |         |
| Hala Stulecia                | Trefl Sopot                      | 2000         | 2001         | ul. J. Haffnera 55, 81-717 Sopot                             |         |
| Hala Orbita                  | PGE Turów Zgorzelec              | 2500         | 1986         | ul. Wejherowska 34, 54-239 Wrocław                           |         |

## System rozgrywek
20 sierpnia Polska Liga Koszykówki ogłosiła system rozgrywek. W wyniku tego, runda zasadnicza została podzielona na 2 etapy, a sezon zakończy się fazą play-off.

### Etap I rundy zasadniczej
Etap I składa się z 22. kolejek, w których zespoły grają ze sobą w systemie każdy z każdym, mecz i rewanż. Po zakończeniu etapu I liga jest dzielona na dwie grupy po 6 drużyn każda.

### Etap II rundy zasadniczej

#### Grupa 1-6
W rozgrywkach górnej grupy uczestniczą zespoły, które w etapie I zajęły miejsca 1-6. Rozgrywają one 10 spotkań w systemie każdy z każdym, mecz i rewanż. Kolejność jest ustalana na podstawie liczby wygranych meczów w obu etapach. Drużyny grające w tej grupie są później rozstawione w play-off na miejscach 1-6.

#### Grupa 7-12
W rozgrywkach dolnej grupy uczestniczą zespoły, które w etapie I zajęły miejsca 7-12. Rozgrywają one 10 spotkań w systemie każdy z każdym, mecz i rewanż. Kolejność jest ustalana na podstawie liczby wygranych meczów w obu etapach. 2 najlepsze drużyny kwalifikują się do play-off, gdzie są później rozstawione na 7. i 8. miejscu.

### Play-off

#### Ćwierćfinały
8 najlepszych zespołów grupowanych jest w 4 pary (1. drużyna z 8., 2. z 7., 3. z 6. oraz 4. z 5.). Drużyna, która jako pierwsza wygra 3 mecze, przechodzi do półfinałów.

#### Półfinały
Zwycięzca z pary 1/8 gra ze zwycięzcą pary 4/5. Triumfatorzy pozostałych pojedynków ćwierćfinałowych tworzą drugą parę. Drużyna, która jako pierwsza wygra 3 mecze, awansuje do finału. Przegrani grają później o 3. miejsce.

#### O 3. miejsce
Przegrani w półfinałach grają serię do 2 zwycięstw o 3. miejsce w tabeli końcowej.

#### Finał
Zwycięzcy półfinałów grają o mistrzostwo. Gra się do 4 zwycięstw.

## Przebieg sezonu[13]

### Etap I rundy zasadniczej

#### 1. kolejka
29.09.2012 17:30 Stelmet Zielona Góra 94-73 Energa Czarni Słupsk

29.09.2012 18:00 Trefl Sopot 87-65 Polpharma Starogard Gdański

29.09.2012 18:00 PGE Turów Zgorzelec 109-71 Rosa Radom

29.09.2012 19:00 Asseco Prokom Gdynia 76-60 Start Gdynia

29.09.2012 19:00 AZS Koszalin 77-78 Jezioro Tarnobrzeg

30.09.2012 18:00 Kotwica Kołobrzeg 69-81 Anwil Włocławek

#### 2. kolejka
05.10.2012 18:15 Energa Czarni Słupsk 70-83 PGE Turów Zgorzelec

06.10.2012 17:00 AZS Koszalin 96-82 Asseco Prokom Gdynia

06.10.2012 18:00 Anwil Włocławek 65-68 Stelmet Zielona Góra

06.10.2012 18:00 Trefl Sopot 104-74 Start Gdynia

06.10.2012 19:00 Jezioro Tarnobrzeg 94-90 Kotwica Kołobrzeg

07.10.2012 18:00 Polpharma Starogard Gdański 87-80 Rosa Radom

#### 3. kolejka
12.10.2012 19:00 PGE Turów Zgorzelec 75-64 Anwil Włocławek

13.10.2012 18:00 Start Gdynia 69-71 Polpharma Starogard Gdański

13.10.2012 19:00 AZS Koszalin 88-86 Trefl Sopot

14.10.2012 15:00 Stelmet Zielona Góra 92-84 Jezioro Tarnobrzeg

14.10.2012 15:00 Rosa Radom 84-94 Energa Czarni Słupsk

14.10.2012 18:00 Kotwica Kołobrzeg 54-72 Asseco Prokom Gdynia

#### 4. kolejka
19.10.2012 20:30 Jezioro Tarnobrzeg 71-87 PGE Turów Zgorzelec

20.10.2012 14:30 Start Gdynia 83-73 AZS Koszalin

20.10.2012 18:00 Polpharma Starogard Gdański 76-95 Energa Czarni Słupsk

20.10.2012 18:00 Anwil Włocławek 63-65 Rosa Radom

21.10.2012 18:00 Asseco Prokom Gdynia 73-70 Stelmet Zielona Góra

22.10.2012 19:00 Trefl Sopot 118-69 Kotwica Kołobrzeg

#### 5. kolejka
27.10.2012 17:30 Stelmet Zielona Góra 72-84 Trefl Sopot

27.10.2012 18:00 Kotwica Kołobrzeg 78-71 Start Gdynia

27.10.2012 18:00 Rosa Radom 91-85 Jezioro Tarnobrzeg

28.10.2012 18:00 Energa Czarni Słupsk 82-64 Anwil Włocławek

28.10.2012 19:00 AZS Koszalin 86-64 Polpharma Starogard Gdański

19.12.2012 19:00 PGE Turów Zgorzelec 80-86 Asseco Prokom Gdynia

#### 6. kolejka
03.11.2012 18:00 Polpharma Starogard Gdański 75-85 Anwil Włocławek

03.11.2012 18:00 Jezioro Tarnobrzeg 73-85 Energa Czarni Słupsk

03.11.2012 18:00 Start Gdynia 67-76 Stelmet Zielona Góra

03.11.2012 19:00 AZS Koszalin 72-61 Kotwica Kołobrzeg

04.11.2012 17:30 Trefl Sopot 80-76 PGE Turów Zgorzelec

04.11.2012 18:00 Asseco Prokom Gdynia 72-67 Rosa Radom

#### 7. kolejka
08.11.2012 19:00 PGE Turów Zgorzelec 66-55 Start Gdynia

10.11.2012 17:30 Anwil Włocławek 81-74 Jezioro Tarnobrzeg

10.11.2012 18:00 Kotwica Kołobrzeg 83-75 Polpharma Starogard Gdański

10.11.2012 18:00 Rosa Radom 65-77 Trefl Sopot

11.11.2012 18:00 Stelmet Zielona Góra 75-74 AZS Koszalin

12.11.2012 18:15 Energa Czarni Słupsk 62-58 Asseco Prokom Gdynia

#### 8. kolejka
16.11.2012 19:00 Polpharma Starogard Gdański 79-68 Jezioro Tarnobrzeg

17.11.2012 17:00 AZS Koszalin 85-79 PGE Turów Zgorzelec

17.11.2012 17:30 Kotwica Kołobrzeg 85-73 Stelmet Zielona Góra

17.11.2012 18:00 Start Gdynia 63-61 Rosa Radom

18.11.2012 18:00 Energa Czarni Słupsk 78-72 Trefl Sopot

18.11.2012 19:00 Asseco Prokom Gdynia 72-75 Anwil Włocławek

#### 9. kolejka
24.11.2012 18:00 Stelmet Zielona Góra 89-76 Polpharma Starogard Gdański

24.11.2012 18:00 PGE Turów Zgorzelec 96-80 Kotwica Kołobrzeg

24.11.2012 18:00 Rosa Radom 91-97 AZS Koszalin

25.11.2012 17:30 Anwil Włocławek 82-69 Trefl Sopot

25.11.2012 18:00 Energa Czarni Słupsk 68-82 Start Gdynia

25.11.2012 18:00 Jezioro Tarnobrzeg 79-81 Asseco Prokom Gdynia

#### 10. kolejka
01.12.2012 18:00 Start Gdynia 69-76 Anwil Włocławek

01.12.2012 18:00 Kotwica Kołobrzeg 63-70 Rosa Radom

01.12.2012 18:00 Stelmet Zielona Góra 84-99 PGE Turów Zgorzelec

01.12.2012 18:00 Trefl Sopot 82-73 Jezioro Tarnobrzeg

02.12.2012 17:30 AZS Koszalin 83-67 Energa Czarni Słupsk

02.12.2012 18:00 Polpharma Starogard Gdański 77-82 Asseco Prokom Gdynia

#### 11. kolejka
07.12.2012 19:00 PGE Turów Zgorzelec 77-75 Polpharma Starogard Gdański

08.12.2012 18:00 Anwil Włocławek 64-66 AZS Koszalin

08.12.2012 19:00 Rosa Radom 92-110 Stelmet Zielona Góra

08.12.2012 19:00 Jezioro Tarnobrzeg 66-58 Start Gdynia

09.12.2012 18:00 Energa Czarni Słupsk 80-76 Kotwica Kołobrzeg

09.12.2012 18:00 Asseco Prokom Gdynia 82-81 Trefl Sopot

#### 12. kolejka
13.12.2012 18:00 Rosa Radom 76-79 PGE Turów Zgorzelec

15.12.2012 18:00 Polpharma Starogard Gdański 70-88 Trefl Sopot

15.12.2012 18:00 Jezioro Tarnobrzeg 77-68 AZS Koszalin

15.12.2012 18:00 Anwil Włocławek 79-65 Kotwica Kołobrzeg

16.12.2012 18:00 Start Gdynia 81-80 Asseco Prokom Gdynia

16.12.2012 18:00 Energa Czarni Słupsk 89-98 Stelmet Zielona Góra

#### 13. kolejka
21.12.2012 18:00 Start Gdynia 56-95 Trefl Sopot

22.12.2012 17:30 Stelmet Zielona Góra 90-84 Anwil Włocławek

22.12.2012 18:00 Rosa Radom 73-83 Polpharma Starogard Gdański

22.12.2012 18:00 Kotwica Kołobrzeg 86-77 Jezioro Tarnobrzeg

22.12.2012 18:00 Asseco Prokom Gdynia 66-64 AZS Koszalin

23.12.2012 17:00 PGE Turów Zgorzelec 104-94 Energa Czarni Słupsk

#### 14. kolejka
20.11.2012 18:15 Energa Czarni Słupsk 83-74 Rosa Radom

29.12.2012 18:00 Polpharma Starogard Gdański 80-73 Start Gdynia

29.12.2012 18:00 Trefl Sopot 80-57 AZS Koszalin

29.12.2012 18:00 Asseco Prokom Gdynia 85-61 Kotwica Kołobrzeg

29.12.2012 18:00 Jezioro Tarnobrzeg 99-95 Stelmet Zielona Góra

30.12.2012 18:00 Anwil Włocławek 67-58 PGE Turów Zgorzelec

#### 15. kolejka
03.01.2013 19:00 PGE Turów Zgorzelec 95-81 Jezioro Tarnobrzeg

04.01.2013 18:00 Kotwica Kołobrzeg 54-76 Trefl Sopot

05.01.2013 16:00 Rosa Radom 72-89 Anwil Włocławek

05.01.2013 18:15 Stelmet Zielona Góra 83-74 Asseco Prokom Gdynia

06.01.2013 17:00 AZS Koszalin 68-63 Start Gdynia

06.01.2013 18:00 Energa Czarni Słupsk 81-85 Polpharma Starogard Gdański

#### 16. kolejka
12.01.2013 18:00 Polpharma Starogard Gdański 96-73 AZS Koszalin

12.01.2013 18:00 Jezioro Tarnobrzeg 101-96 Rosa Radom

12.01.2013 18:00 Anwil Włocławek 78-57 Energa Czarni Słupsk

12.01.2013 19:30 Asseco Prokom Gdynia 77-90 PGE Turów Zgorzelec

13.01.2013 15:30 Start Gdynia 66-64 Kotwica Kołobrzeg

13.01.2013 17:45 Trefl Sopot 106-108 Stelmet Zielona Góra

#### 17. kolejka
18.01.2013 19:00 PGE Turów Zgorzelec 77-75 Trefl Sopot

19.01.2013 15:30 Rosa Radom 75-76 Asseco Prokom Gdynia

19.01.2013 18:00 Anwil Włocławek 90-87 Polpharma Starogard Gdański

19.01.2013 18:00 Energa Czarni Słupsk 89-69 Jezioro Tarnobrzeg

19.01.2013 18:00 Stelmet Zielona Góra 80-67 Start Gdynia

19.01.2013 18:00 Kotwica Kołobrzeg 88-76 AZS Koszalin

#### 18. kolejka
26.01.2013 16:00 Trefl Sopot 90-59 Rosa Radom

26.01.2013 18:30 Asseco Prokom Gdynia 85-60 Energa Czarni Słupsk

26.01.2013 19:00 AZS Koszalin 80-85 Stelmet Zielona Góra

26.01.2013 19:00 Jezioro Tarnobrzeg 75-91 Anwil Włocławek

27.01.2013 18:00 Start Gdynia 64-78 PGE Turów Zgorzelec

28.01.2013 19:00 Polpharma Starogard Gdański 68-58 Kotwica Kołobrzeg

#### 19. kolejka
01.02.2013 18:45 Jezioro Tarnobrzeg 95-93 Polpharma Starogard Gdański

02.02.2013 18:00 Anwil Włocławek 59-71 Asseco Prokom Gdynia

02.02.2013 18:00 Rosa Radom 66-55 Start Gdynia

03.02.2013 15:30 Stelmet Zielona Góra 81-74 Kotwica Kołobrzeg

03.02.2013 17:30 Trefl Sopot 63-83 Energa Czarni Słupsk

21.02.2013 20:00 PGE Turów Zgorzelec 82-77 AZS Koszalin

#### 20. kolejka
14.02.2013 19:00 Kotwica Kołobrzeg 75-73 PGE Turów Zgorzelec

15.02.2013 18:00 Start Gdynia 64-97 Energa Czarni Słupsk

16.02.2013 18:00 Polpharma Starogard Gdański 102-88 Stelmet Zielona Góra

16.02.2013 19:00 AZS Koszalin 87-82 Rosa Radom

17.02.2013 17:30 Trefl Sopot 91-74 Anwil Włocławek

17.02.2013 19:30 Asseco Prokom Gdynia 89-54 Jezioro Tarnobrzeg

#### 22. kolejka
01.03.2013 18:00 Start Gdynia 72-75 Jezioro Tarnobrzeg

01.03.2013 19:00 Polpharma Starogard Gdański 85-79 PGE Turów Zgorzelec

02.03.2013 18:00 Stelmet Zielona Góra 96-100 Rosa Radom

02.03.2013 18:00 Trefl Sopot 78-65 Asseco Prokom Gdynia

03.03.2013 18:00 Kotwica Kołobrzeg 62-81 Energa Czarni Słupsk

04.03.2013 19:00 AZS Koszalin 68-75 Anwil Włocławek

#### 21. kolejka[19]
08.03.2013 19:30 Asseco Prokom Gdynia 88-64 Polpharma Starogard Gdański

08.03.2013 19:30 Jezioro Tarnobrzeg 92-78 Trefl Sopot

08.03.2013 19:30 Anwil Włocławek 87-55 Start Gdynia

08.03.2013 19:30 Energa Czarni Słupsk 85-77 AZS Koszalin

08.03.2013 19:30 Rosa Radom 95-85 Kotwica Kołobrzeg

08.03.2013 19:30 PGE Turów Zgorzelec 89-91 Stelmet Zielona Góra

### Etap II rundy zasadniczej

#### Grupa 1-6

##### 1. kolejka
13.03.2013 19:30 Stelmet Zielona Góra 59-90 Anwil Włocławek

14.03.2013 18:15 PGE Turów Zgorzelec 81-86 Trefl Sopot

14.03.2013 19:30 Asseco Prokom Gdynia 80-74 Energa Czarni Słupsk

##### 2. kolejka
17.03.2013 15:00 Energa Czarni Słupsk 81-91 Stelmet Zielona Góra

17.03.2013 15:00 Asseco Prokom Gdynia 72-73 Trefl Sopot

17.03.2013 19:30 Anwil Włocławek 63-73 PGE Turów Zgorzelec

##### 3. kolejka
21.03.2013 18:30 Stelmet Zielona Góra 68-77 Trefl Sopot

21.03.2013 20:00 Asseco Prokom Gdynia 68-62 PGE Turów Zgorzelec

22.03.2013 19:00 Anwil Włocławek 78-69 Energa Czarni Słupsk

##### 4. kolejka
24.03.2013 16:00 Stelmet Zielona Góra 80-75 Asseco Prokom Gdynia

26.03.2013 19:00 Trefl Sopot 67-69 Anwil Włocławek

27.03.2013 18:30 PGE Turów Zgorzelec 68-56 Energa Czarni Słupsk

##### 5. kolejka
30.03.2013 14:30 PGE Turów Zgorzelec 73-78 Stelmet Zielona Góra

30.03.2013 17:00 Trefl Sopot 59-64 Energa Czarni Słupsk

30.03.2013 19:00 Anwil Włocławek 72-84 Asseco Prokom Gdynia

##### 6. kolejka
03.04.2013 18:15 Anwil Włocławek 85-84 Stelmet Zielona Góra

03.04.2013 19:30 Trefl Sopot 74-82 PGE Turów Zgorzelec

04.04.2013 19:00 Energa Czarni Słupsk 90-53 Asseco Prokom Gdynia

##### 7. kolejka
06.04.2013 15:00 PGE Turów Zgorzelec 74-63 Anwil Włocławek

17.04.2013 18:30 Stelmet Zielona Góra 83-74 Energa Czarni Słupsk

17.04.2013 19:30 Trefl Sopot 79-69 Asseco Prokom Gdynia

##### 8. kolejka
09.04.2013 18:15 PGE Turów Zgorzelec 88-61 Asseco Prokom Gdynia

09.04.2013 19:30 Energa Czarni Słupsk 73-54 Anwil Włocławek

10.04.2013 18:15 Trefl Sopot 82-78 Stelmet Zielona Góra

##### 9. kolejka
12.04.2013 19:00 Asseco Prokom Gdynia 83-94 Stelmet Zielona Góra

13.04.2013 15:00 Anwil Włocławek 64-70 Trefl Sopot

14.04.2013 19:00 Energa Czarni Słupsk 66-76 PGE Turów Zgorzelec

##### 10. kolejka
21.04.2013 15:00 Stelmet Zielona Góra 73-102 PGE Turów Zgorzelec

21.04.2013 15:00 Asseco Prokom Gdynia 90-85 Anwil Włocławek

21.04.2013 15:00 Energa Czarni Słupsk 79-85 Trefl Sopot

#### Grupa 7-12[22]

##### 1. kolejka
15.03.2013 18:00 Rosa Radom 71-75 Polpharma Starogard Gdański

15.03.2013 19:00 Jezioro Tarnobrzeg 74-60 Start Gdynia

15.03.2013 19:00 AZS Koszalin 20-0 Kotwica Kołobrzeg

17.03.2013 18:00 Jezioro Tarnobrzeg 83-90 Polpharma Starogard Gdański

17.03.2013 18:00 Rosa Radom 72-60 Start Gdynia

##### 2. kolejka
21.03.2013 17:00 Start Gdynia 81-54 AZS Koszalin

21.03.2013 19:00 Polpharma Starogard Gdański 86-69 Kotwica Kołobrzeg

23.03.2013 18:00 Start Gdynia 71-67 Kotwica Kołobrzeg

23.03.2013 18:00 Polpharma Starogard Gdański 79-71 AZS Koszalin

23.03.2013 19:00 Jezioro Tarnobrzeg 87-94 Rosa Radom

##### 3. kolejka
28.03.2013 19:00 AZS Koszalin 82-74 Rosa Radom

28.03.2013 19:00 Kotwica Kołobrzeg 76-87 Jezioro Tarnobrzeg

29.03.2013 18:00 Start Gdynia 74-70 Polpharma Starogard Gdański

30.03.2013 15:00 Kotwica Kołobrzeg 72-81 Rosa Radom

30.03.2013 18:00 AZS Koszalin 98-72 Jezioro Tarnobrzeg

##### 4. kolejka
05.04.2013 18:00 Start Gdynia 76-70 Rosa Radom

05.04.2013 19:00 Polpharma Starogard Gdański 86-83 Jezioro Tarnobrzeg

05.04.2013 19:00 Kotwica Kołobrzeg 53-58 AZS Koszalin

07.04.2013 17:00 Polpharma Starogard Gdański 71-79 Rosa Radom

07.04.2013 18:00 Start Gdynia 75-78 Jezioro Tarnobrzeg

##### 5. kolejka
12.04.2013 19:00 AZS Koszalin 68-50 Start Gdynia

12.04.2013 19:00 Kotwica Kołobrzeg 80-65 Polpharma Starogard Gdański

13.04.2013 18:00 Rosa Radom 81-82 Jezioro Tarnobrzeg

14.04.2013 18:00 AZS Koszalin 80-65 Polpharma Starogard Gdański

14.04.2013 18:00 Kotwica Kołobrzeg 71-65 Start Gdynia

##### 6. kolejka
19.04.2013 18:00 Rosa Radom 81-83 Kotwica Kołobrzeg

19.04.2013 19:00 Jezioro Tarnobrzeg 79-90 AZS Koszalin

21.04.2013 15:00 Rosa Radom 63-74 AZS Koszalin

21.04.2013 15:00 Jezioro Tarnobrzeg 83-76 Kotwica Kołobrzeg

21.04.2013 15:00 Polpharma Starogard Gdański 71-74 Start Gdynia

### Faza play-off

#### Ćwierćfinały

##### PGE Turów Zgorzelec (1) – Polpharma Starogard Gdański (8)
27.04.2013 18:15 PGE Turów Zgorzelec 90-62 Polpharma Starogard Gdański

29.04.2013 18:15 PGE Turów Zgorzelec 96-62 Polpharma Starogard Gdański

02.05.2013 20:00 Polpharma Starogard Gdański 82-88 PGE Turów Zgorzelec

##### Trefl Sopot (2) – AZS Koszalin (7)
27.04.2013 20:00 Trefl Sopot 81-72 AZS Koszalin

30.04.2013 18:30 Trefl Sopot 87-91 AZS Koszalin

03.05.2013 20:00 AZS Koszalin 63-62 Trefl Sopot

05.05.2013 18:00 AZS Koszalin 84-79 Trefl Sopot

##### Stelmet Zielona Góra (3) – Energa Czarni Słupsk (6)
28.04.2013 15:00 Stelmet Zielona Góra 83-97 Energa Czarni Słupsk

30.04.2013 18:30 Stelmet Zielona Góra 87-77 Energa Czarni Słupsk

03.05.2013 18:00 Energa Czarni Słupsk 68-78 Stelmet Zielona Góra

05.05.2013 20:00 Energa Czarni Słupsk 90-76 Stelmet Zielona Góra

08.05.2013 17:30 Stelmet Zielona Góra 75-63 Energa Czarni Słupsk

##### Asseco Prokom Gdynia (4) – Anwil Włocławek (5)
27.04.2013 16:15 Asseco Prokom Gdynia 66-76 Anwil Włocławek

29.04.2013 20:00 Asseco Prokom Gdynia 63-61 Anwil Włocławek

02.05.2013 18:00 Anwil Włocławek 71-56 Asseco Prokom Gdynia

04.05.2013 17:00 Anwil Włocławek 71-56 Asseco Prokom Gdynia

#### Półfinały

##### PGE Turów Zgorzelec (1) – Anwil Włocławek (5)
11.05.2013 19:00 PGE Turów Zgorzelec 79-68 Anwil Włocławek

13.05.2013 18:00 PGE Turów Zgorzelec 83-80 Anwil Włocławek

16.05.2013 18:00 Anwil Włocławek 75-63 PGE Turów Zgorzelec

18.05.2013 16:45 Anwil Włocławek 75-77 PGE Turów Zgorzelec

##### Stelmet Zielona Góra (3) – AZS Koszalin (7)
12.05.2013 19:00 Stelmet Zielona Góra 85-80 AZS Koszalin

14.05.2013 19:00 Stelmet Zielona Góra 89-83 AZS Koszalin

17.05.2013 18:45 AZS Koszalin 66-96 Stelmet Zielona Góra

#### O 3. miejsce

##### Anwil Włocławek (5) – AZS Koszalin (7)
26.05.2013 15:00 Anwil Włocławek 78-81 AZS Koszalin

29.05.2013 19:00 AZS Koszalin 75-64 Anwil Włocławek

#### Finał

##### PGE Turów Zgorzelec (1) – Stelmet Zielona Góra (3)
26.05.2013 17:30 PGE Turów Zgorzelec 65-69 Stelmet Zielona Góra

28.05.2013 19:00 PGE Turów Zgorzelec 65-79 Stelmet Zielona Góra

31.05.2013 19:00 Stelmet Zielona Góra 82-78 PGE Turów Zgorzelec

02.06.2013 17:30 Stelmet Zielona Góra 87-78 PGE Turów Zgorzelec

## Tabele[26]

### Etap I
| Lp. | Drużyna                     | Mecze | Mecze wygrane | Mecze przegrane | Punkty zdobyte | Punkty stracone | Różnica punktów | Stosunek | Punkty |
| --- | --------------------------- | ----- | ------------- | --------------- | -------------- | --------------- | --------------- | -------- | ------ |
| 1.  | PGE Turów Zgorzelec         | 22    | 15            | 7               | 1831           | 1683            | +148            | 1.088    | 37     |
| 2.  | Stelmet Zielona Góra        | 22    | 15            | 7               | 1898           | 1836            | +62             | 1.034    | 37     |
| 3.  | Asseco Prokom Gdynia        | 22    | 15            | 7               | 1692           | 1570            | +122            | 1.078    | 37     |
| 4.  | Trefl Sopot                 | 22    | 14            | 8               | 1860           | 1619            | +241            | 1.149    | 36     |
| 5.  | Anwil Włocławek             | 22    | 14            | 8               | 1673           | 1573            | +100            | 1.064    | 36     |
| 6.  | Energa Czarni Słupsk        | 22    | 13            | 9               | 1753           | 1704            | +49             | 1.029    | 35     |
| 7.  | Polpharma Starogard Gdański | 22    | 10            | 12              | 1733           | 1787            | -54             | 0.970    | 32     |
| 8.  | AZS Koszalin                | 22    | 10            | 12              | 1692           | 1709            | -17             | 0.990    | 32     |
| 9.  | Jezioro Tarnobrzeg          | 22    | 9             | 13              | 1740           | 1855            | -115            | 0.938    | 31     |
| 10. | Rosa Radom                  | 22    | 6             | 16              | 1705           | 1844            | -139            | 0.925    | 28     |
| 11. | Kotwica Kołobrzeg           | 22    | 6             | 16              | 1580           | 1759            | -179            | 0.898    | 28     |
| 12. | Start Gdynia                | 22    | 5             | 17              | 1467           | 1685            | -218            | 0.871    | 27     |

### Etap II

#### Grupa 1-6
| Lp. | Drużyna              | Mecze | Mecze wygrane | Mecze przegrane | Punkty zdobyte | Punkty stracone | Różnica punktów | Stosunek | Punkty |
| --- | -------------------- | ----- | ------------- | --------------- | -------------- | --------------- | --------------- | -------- | ------ |
| 1.  | PGE Turów Zgorzelec  | 32    | 23            | 9               | 2630           | 2371            | +259            | 1.109    | 55     |
| 2.  | Trefl Sopot          | 32    | 21            | 11              | 2612           | 2345            | +267            | 1.114    | 53     |
| 3.  | Stelmet Zielona Góra | 32    | 20            | 12              | 2686           | 2658            | +28             | 1.011    | 52     |
| 4.  | Asseco Prokom Gdynia | 32    | 18            | 14              | 2427           | 2387            | +40             | 1.017    | 50     |
| 5.  | Anwil Włocławek      | 32    | 18            | 14              | 2396           | 2316            | +80             | 1.035    | 50     |
| 6.  | Energa Czarni Słupsk | 32    | 16            | 16              | 2479           | 2431            | +48             | 1.020    | 48     |

#### Grupa 7-12
| Lp. | Drużyna                     | Mecze | Mecze wygrane | Mecze przegrane | Punkty zdobyte | Punkty stracone | Różnica punktów | Stosunek | Punkty |
| --- | --------------------------- | ----- | ------------- | --------------- | -------------- | --------------- | --------------- | -------- | ------ |
| 1.  | AZS Koszalin                | 32    | 18            | 14              | 2387           | 2325            | +62             | 1.027    | 50     |
| 2.  | Polpharma Starogard Gdański | 32    | 15            | 17              | 2491           | 2551            | -60             | 0.977    | 47     |
| 3.  | Jezioro Tarnobrzeg          | 32    | 14            | 18              | 2548           | 2681            | -133            | 0.950    | 46     |
| 4.  | Rosa Radom                  | 32    | 10            | 22              | 2471           | 2606            | -135            | 0.948    | 42     |
| 5.  | Start Gdynia                | 32    | 10            | 22              | 2153           | 2380            | -227            | 0.905    | 42     |
| 6.  | Kotwica Kołobrzeg           | 32    | 9             | 23              | 2227           | 2456            | -229            | 0.907    | 41     |

### Drabinka play-off
|  |             |                             |             |                      |   |          |                      |          |  |  |       |       |       |
|  | Ćwierćfinał | Ćwierćfinał                 | Ćwierćfinał |                      |   | Półfinał | Półfinał             | Półfinał |  |  | Finał | Finał | Finał |
|  | Ćwierćfinał | Ćwierćfinał                 | Ćwierćfinał |                      |   | Półfinał | Półfinał             | Półfinał |  |  | Finał | Finał | Finał |
|  |             |                             |             |                      |   |          |                      |          |  |  |       |       |       |
|  |             |                             |             |                      |   |          |                      |          |  |  |       |       |       |
|  | 1           | PGE Turów Zgorzelec         | 3           |                      |   |          |                      |          |  |  |       |       |       |
|  | 1           | PGE Turów Zgorzelec         | 3           |                      |   |          |                      |          |  |  |       |       |       |
|  | 8           | Polpharma Starogard Gdański | 0           |                      |   |          |                      |          |  |  |       |       |       |
|  | 8           | Polpharma Starogard Gdański | 0           |                      |   | 1        | PGE Turów Zgorzelec  | 3        |  |  |       |       |       |
|  |             |                             |             |                      |   | 1        | PGE Turów Zgorzelec  | 3        |  |  |       |       |       |
|  |             |                             | 5           | Anwil Włocławek      | 1 |          |                      |          |  |  |       |       |       |
|  | 5           | Anwil Włocławek             | 5           | Anwil Włocławek      | 1 | 3        |                      |          |  |  |       |       |       |
|  | 5           | Anwil Włocławek             |             |                      |   |          |                      |          |  |  |       |       |       |
|  | 4           | Asseco Prokom Gdynia        | 1           |                      |   |          |                      |          |  |  |       |       |       |
|  | 4           | Asseco Prokom Gdynia        | 1           |                      |   | 1        | PGE Turów Zgorzelec  | 0        |  |  |       |       |       |
|  |             |                             |             |                      |   |          |                      |          |  |  |       |       |       |
|  |             |                             | 3           | Stelmet Zielona Góra | 4 |          |                      |          |  |  |       |       |       |
|  | 3           | Stelmet Zielona Góra        | 3           | Stelmet Zielona Góra | 4 | 3        |                      |          |  |  |       |       |       |
|  | 3           | Stelmet Zielona Góra        |             |                      |   |          |                      |          |  |  |       |       |       |
|  | 6           | Energa Czarni Słupsk        | 2           |                      |   |          |                      |          |  |  |       |       |       |
|  | 6           | Energa Czarni Słupsk        | 2           |                      |   | 3        | Stelmet Zielona Góra | 3        |  |  |       |       |       |
|  |             |                             |             |                      |   | 3        | Stelmet Zielona Góra | 3        |  |  |       |       |       |
|  |             |                             | 7           | AZS Koszalin         | 0 |          |                      |          |  |  |       |       |       |
|  | 7           | AZS Koszalin                | 7           | AZS Koszalin         | 0 | 3        |                      |          |  |  |       |       |       |
|  | 7           | AZS Koszalin                |             |                      |   |          |                      |          |  |  |       |       |       |
|  | 2           | Trefl Sopot                 | 1           |                      |   |          |                      |          |  |  |       |       |       |
|  | 2           | Trefl Sopot                 | 1           |                      |   |          |                      |          |  |  |       |       |       |

O 3. miejsce
|  |              |                 |   |
|  | O 3. miejsce |                 |   |
|  |              |                 |   |
|  |              |                 |   |
|  |              |                 |   |
|  | 5            | Anwil Włocławek | 0 |
|  | 5            | Anwil Włocławek | 0 |
|  | 7            | AZS Koszalin    | 2 |
|  | 7            | AZS Koszalin    | 2 |
|  |              |                 |   |

### Końcowa kolejność
| Lp. | Drużyna                     |
| --- | --------------------------- |
|     | Stelmet Zielona Góra        |
|     | PGE Turów Zgorzelec         |
|     | AZS Koszalin                |
| 4.  | Anwil Włocławek             |
| 5.  | Trefl Sopot                 |
| 6.  | Asseco Prokom Gdynia        |
| 7.  | Energa Czarni Słupsk        |
| 8.  | Polpharma Starogard Gdański |
| 9.  | Jezioro Tarnobrzeg          |
| 10. | Rosa Radom                  |
| 11. | Start Gdynia                |
| 12. | Kotwica Kołobrzeg           |

## Nagrody

### MVP finałów
- MVP finałów[27]: Quinton Hosley

### Nagrody trenerów za sezon zasadniczy
- Najlepszy trener TBL[28]: Miodrag Rajković
- Najbardziej wartościowy zawodnik[29]: Walter Hodge
- Najlepszy polski zawodnik TBL[30]: Łukasz Koszarek
- Najlepszy obrońca TBL[31]: Krzysztof Szubarga
- Najlepsza piątka Tauron Basket Ligi 2012/2013[32]: Łukasz Koszarek, Walter Hodge, Michał Chyliński, Filip Dylewicz, Ben McCauley

### Posezonowe nagrody dziennikarzy
- Najlepszy trener[33]: Mihailo Uvalin
- MVP sezonu[34]: Quinton Hosley
- Najlepszy polski zawodnik[34]: Łukasz Koszarek
- Najlepszy w obronie[33]: Quinton Hosley
- Najlepszy rezerwowy[33]: Rašid Mahalbašić
- Największy postęp[33]: Jakub Dłoniak
- Najlepszy młody zawodnik[34]: Mateusz Ponitka
- Najlepszy debiutant[34]: Artur Donigiewicz
- Pierwsza piątka[35]: Łukasz Koszarek, Walter Hodge, Quinton Hosley, Ben McCauley, Oliver Stević
- Druga piątka[35]: Krzysztof Szubarga, Łukasz Wiśniewski, Michał Chyliński, Adam Waczyński, Filip Dylewicz
- Trzecia piątka[35]: Jakub Dłoniak, Ivan Opačak, Aaron Cel, Yemi Gadri-Nicholson, Rašid Mahalbašić

### Zawodnicy Miesiąca
- Osobny artykuł: Zawodnik Miesiąca Polskiej Ligi Koszykówki.
- Październik[36]: Aaron Cel
- Listopad[37]: Krzysztof Szubarga
- Grudzień[38]: Jerel Blassingame
- Styczeń[39]: Walter Hodge
- Luty[40]: Adam Waczyński
- Marzec[41]: Ben McCauley
- Kwiecień[42]: Ivan Opačak